# Regió de les Ardenes
La regió de les Ardenes (en els seus idiomes originals Ardennes) és una regió de boscos extensos i pujols, als països de Bèlgica, Luxemburg i una part de França, corresponent al departament de les Ardenes, a la regió de Xampanya-Ardenes
El nom procedeix probablement del vocable cèltic «Ar Duen», que significa «La Negra», relacionat amb diferents selves negres o muntanyes negres de la toponímia.

## Geografia
Bona part de les Ardenes està coberta per vegetació forestal i pujols que aconsegueixen entre els 300 i 500 metres, i gairebé els 650 a la zona de Hautes Fagnes, al nord-est de Bèlgica, sent el punt més alt la Signal de Botrange, de 694 metres, situada a la província de Lieja. Abunden les valls circumdades per rius, sent el més important el situat al Mosa. Les principals ciutats de la regió, Lieja i Namur, es troben ambdues en aquesta vall. Les Ardenes són una regió escassament poblada i les poblacions estan separades per grans boscos.
La muntanya Eifel a Alemanya forma també parteix de la regió i presenta la mateixa formació geològica, encara que tradicionalment no la hi ha considerat part d'ella per trobar-se a un altre país, no havent-hi per tant correspondència entre la geografia física i la política.

## Història
La regió pren el seu nom de Arduenna Silva, un ampli bosc de l'antiga Roma que s'estenia des de riu Sambre a l'actual Bèlgica fins al Rin en l'actual Alemanya.
Les primeres referències de Arduenna Silva es troben en la Guerra de les Gàl·lies (De bello gallico) de Juli Cèsar, que la descriu com un bosc amb una longitud de 500 milles itàliques que equivalen a uns 700 quilòmetres actuals.
El creixement de la població va ser molt lent per múltiples causes: el seu clima és pitjor (més fred) que el de les regions veïnes, els rius, excepte dos, no són navegables, i les terres tenen escassa productivitat agrícola.
La posició estratègica de la regió va fer que fos sovint un punt d'interès i ambició per part de les monarquies europees. Va canviar de mans diverses vegades durant l'edat moderna, amb moltes parts incorporades a França, Alemanya, Bèlgica, els antics Països Baixos espanyols i l'antic Regne Unit dels Països Baixos. Durant les grans guerres del segle xx, les Ardenes van ser un lloc inhòspit per a operacions militars a causa del seu difícil terreny i la falta de mitjans de comunicació.
No obstant això, tant en la Primera com en la Segona Guerra Mundial, els alemanys van poder travessar amb èxit la zona per atacar França. Durant les Guerres Mundials es van lliurar dues importants batalles en les Ardenes: la batalla de França i la batalla de les Ardenes, on moltes ciutats i pobles de la regió van ser seriosament danyats durant els combats.

### Segona Guerra Mundial
Les Ardenes van ser un escenari d'importància durant la Segona Guerra Mundial, tant en la seva etapa inicial com en la seva etapa final.
El 10 de maig de 1940, l'exèrcit alemany llançava el gruix de les seves tropes d'invasió a través dels boscos situats en aquest departament. L'inesperat del pla per part de la intel·ligència militar aliada, que considerava les Ardenes com un lloc impenetrable, va fer d'aquesta operació un gran èxit alemany i va portar com a resultat la caiguda de França i els Països Baixos en set setmanes en la denominada batalla de França.
Quatre anys després i amb els mateixos actors es va repetir en part la història de la primera batalla en les Ardenes, però aquesta vegada, encara que en l'inici va ser molt semblant, el resultat va ser completament diferent. Després del desembarcament de Normandia, i les primeres batalles en el continent europeu en el seu Front Occidental, els Aliats estaven duent a terme un avanç espectacular. Les ànsies d'accelerar-lo encara més, i escurçar la invasió pels Països Baixos per part dels anglesos, va fer que aquests sofrissin una derrota a Bèlgica, l'Operació Market Garden, i com a conseqüència la guerra es va estabilitzar, cosa que va permetre a Alemanya un descans que aprofitaria per a rearmar-se i rellevar soldats, principalment baixes d'infanteria. Ningú en el costat aliat comptava llavors amb una contraofensiva alemanya, però Hitler va idear un ambiciós pla que, una vegada més, faria servir les Ardenes de pas de tropes cap a França. L'objectiu no era altre que la presa d'Anvers, per a isolar així l'exèrcit anglès i forçar una negociació que hauria permès una treva en el Front Occidental per a concentrar tot el poder militar en el Front Oriental, on els russos avançaven vertiginosament. La batalla de les Ardenes va ser inicialment un gran èxit alemany, però després les tropes alemanyes, a causa sobretot de la falta de combustible per als tancs i la superioritat aèria aliada, es van aturar a menys de 100 quilòmetres de l'objectiu, Anvers. Aquesta seria l'última gran ofensiva llançada pels alemanys en el Front Occidental.

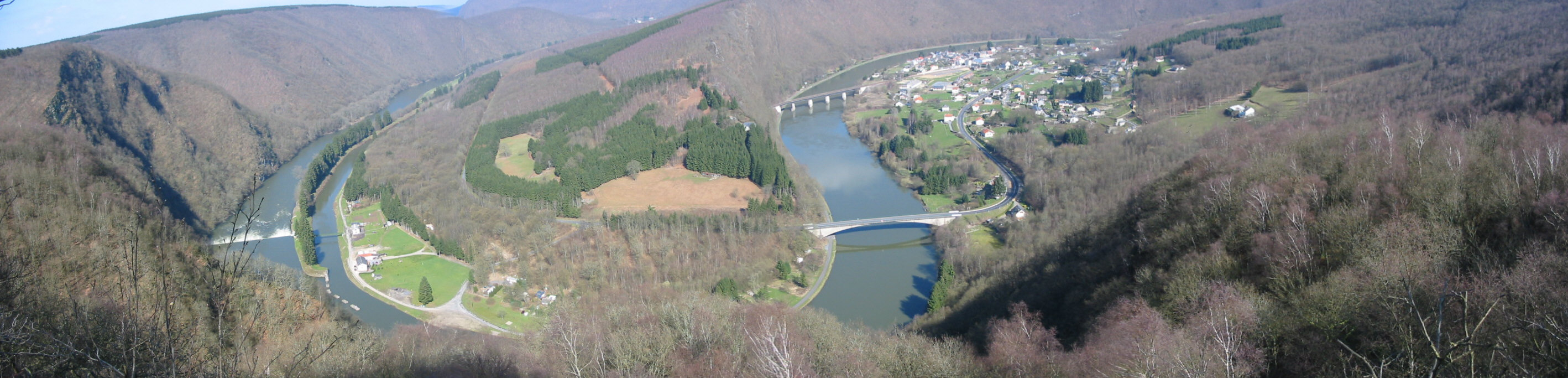
Vista del riu Mosa travessant les Ardenes franceses

.

## Economia
El terreny enfonsat i boscós limita les possibilitats de practicar l'agricultura, encara que gràcies a l'arada i altres aplicacions artificials, l'activitat agrícola va poder desenvolupar-se relativament bé. La regió és rica en fusta i minerals, amb Lieja i Namur com a principals centres industrials.
Els boscos extensos han donat també certa importància a la caça. La bellesa dels seus paisatges naturals li ha conferit atractius turístics, on el visitant pot desenvolupar diverses activitats, com caçar, passejar amb bicicleta, caminar i navegar en canoa pels seus rius i rierols.
Actualment és una important reserva ecològica per a les regions industrials veïnes i la seva principal activitat econòmica és el turisme.